# 박은아
박은아(1974년 5월 8일생 ~ )은 대한민국 여성만화가이다. 1974년 5월 8일생이며 1994년 20세의 나이로 '키작은 보호자'를 통해 데뷔하였다. 1998년 학산문화사 만화잡지 월간 파티에 스위티젬을 연재했고 1999년에는 대원씨아이의 잡지 이슈에 다정다감을 연재했으며 2000년에 만화 불면증을 연재하였다. 이외에도 버드 키스, 방울공주, 녹턴이 있으며 현재 파티에 방울공주, 이슈에 녹턴을 연재하고 있다. 1남 2녀 중 막내이며 그녀의 언니는 일본만화 번역가로 활동중이다.

## 저서 및 작품
- 키작은 보호자 (데뷔작)
- 스위티 젬
- 다정다감
- 열대야
- 불면증
- 버드 키스 (Bird Kiss)
- 방울공주
- 녹턴